# Thomas A. Heinz
Thomas A. Heinz este un arhitect, autor, fotograf de arhitectură, restaurator de clădiri și istoric al arhitecturii american, specializat în analizarea operei și restaurarea unor clădiri ale arhitectectul american Frank Lloyd Wright. Actualmente, Heinz locuiește și lucrează în Mettawa, Illinois.
Una din cele mai cunoscute contribuții actuale ale lui Thomas Heinz la restaurarea arhitectonică a moștenirii arhitectului american Frank Lloyd Wright, "părintele arhitecturii organice", este realizarea Casei Massaro (construită între 2003 și 2007) de pe insula Petra din lacul Mahopac, statul New York din Statele Unite.